# Módosult kültakarójú laposférgek

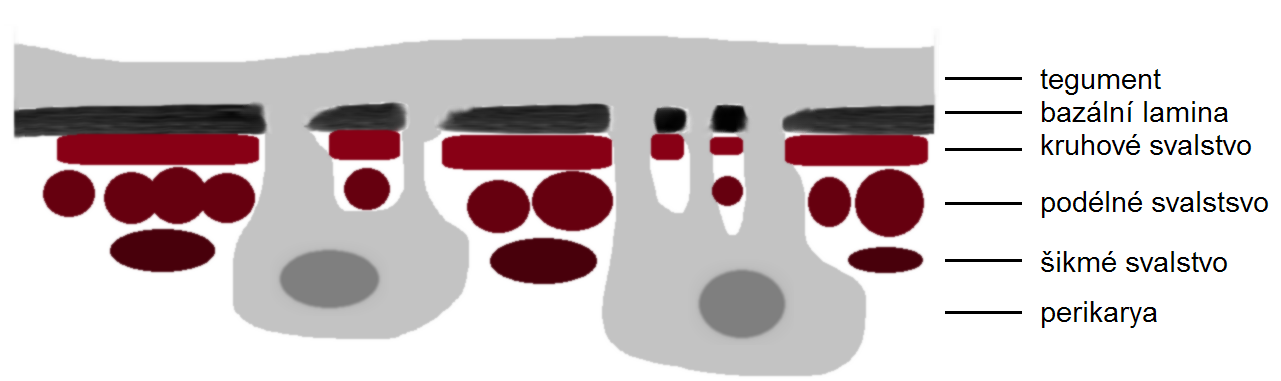
A módosult kültakaró felépítése belülről (alulról) kifelé haladva:
parenchimasejtek (a pekarionsejtek fehérrel jelölt tömegében)
izomrétegek
alaphártya (bazális membrán)
tegumentum (a mételyeknél ebbe tüskeszerű képletek fejlődtek ki. A tegumentum felszínét mikrobolyhok, illetve a kapaszkodást segítő tüske- és pikkelyszerű képletek teszik egyenetlenné

A módosult kültakarójú laposférgek (Neodermata) a valódi szövetes állatok (Eumetazoa) közé tartozó ősszájúak (Protostomia) kládjában a laposférgek (Platyhelminthes) egyik kládja. Nagyon fajgazdag csoport mintegy 20 000 leírt fajjal, azaz ide tartozik a laposférgek ismert fajainak több mint háromnegyede.

## Származásuk, elterjedésük
Ezt a csoportot hagyományosan — praktikus szempontok alapján, a leszármazási vonalakat figyelmen kívül hagyva —  az örvényférgekkel (Turbellaria) egyenrangú altörzsnek szokás tekinteni; mi is így tárgyaljuk. Valójában a taxon az örvényférgek egyik szélsőségesen, az élősködő életmódra differenciált derivátuma.
Gazdaállataikban az egész világon megtalálhatók.

## Megjelenésük, felépítésük
Testméretük rendkívül változatos. A legkisebbek csak néhány tizedmilliméteresek, a legnagyobbak a több tucat méterre nyúhatnak. Lapított testük ovális, levélszerű vagy megnyúlt szalagszerű.
Örvényféreg őseiktől eltérően csillós epidermisze legfeljebb primer lárvaalakjaiknak (miracidium, koracidium stb.) lehet, de még ezek is eltérnek az örvényférgekétől, ugyanis a hámsejtek csillóinak csak egyetlen gyökérnyúlványa van: a kaudális gyökérnyúlvány redukálódott, és csak a rosztrális maradt meg.
Tudományos nevüket (a görög neo- ‛új’ + derma ‛bőr’ összetételéből) onnan kapták, hogy a kifejlett alakok neodermisze szinciciális. A hámsejtek sejtmagvakat tartalmazó rész mélyen az alaphártya (bazális membrán) alatt, a parenchima rétegben van, a felszíni részen pedig a sejtek plazmanyúlványai csillótlan szincíciummá olvadtak össze. A neodermisz felszínén  a tápanyagok felszívását segítő, felületnövelő mikrobolyhok (microvilli), és/vagy a kapaszkodást segítő tüske-  vagy pikkelyszerű képletek lehetnek. A neodermisz védi őket a gazdaállat emésztő enzimeitől és immunsejtjeitől, miközben átengedi a testfalon a belégzett gázokat, az anyagcsere termékeit stb. Az örvényférgeknél általános nyálkapálcákat (a rhabditokat) és tapadókészülékeket elvesztették. Utóbbiak helyett testükön rendszerint különféle, a gazdára/gazdához rögzülést szolgáló kapaszkodószerveket találunk.
Érzékszerveik az örvényférgek szerveihez képest jelentősen redukáltak.
Elővesécskéikben a lángzósejt (terminális sejt) és a gyűjtőcső felépítésében részt vevő első sejt együtt alkotja a szűrőberendezést.
Hímivarsejtjeik két ostorát az Acoelomorpha törzsben szokásos módon hasonlóan a citoplazma magába foglalja. Petesejtjeik ektolecitálisak.

## Életmódjuk, élőhelyük
Valamennyi fajuk parazita; a belső élősködők többen vannak, mint a külsők.
A neodermisz a kifejlett állattá alakuló lárva fiatalkori, csillós epidermisze alatt fejlődik ki, és a folyamat végén az átalakuló lárva leveti magáról a csillós hámsejteket.

### Szaporodásuk
Fejlődésmenetük gyakran bonyolult, gazdacserékkel (köztes- és vivőgazdákkal) különféle lárvaalakok közbeiktatásával. A komplex életciklus miatt a lárvák közül nagyon sok elpusztul, ezt rengeteg petével és/vagy ivartalan (aszexuális) sokszorozódással ellensúlyozzák. 

## Rendszertani felosztásuk
Az altörzs rendszertani tagolása messze nem egyértelmű. Többé-kevésbé egyértelműen megkülönböztethető benne három nagyobb egység; jelen ismertetőnkben mindhármat osztálynak tekintjük.
AZ itt leírt háromtörzses felosztással egyenrangú az az osztályozás, amely a csáklyásférgeket (Monogenea) és a galandférgeket (Cestoda) horgasférgek (Cercomeromorpha) néven közös taxonba vonja össze.
1. Mételyek osztálya (Trematoda) két alosztállyal:
- Közvetlen fejlődésű mételyek alosztálya (Aspidogastrea) két renddel:
  -     - Aspidogastrida rend egy öregcsalád
      - Aspidogastrioidea három családjával;

- -     - Stichocotylida rend egy családdal.

- Közvetett fejlődésű mételyek alosztálya (Digenea) két renddel:
  -     - Diplostomida rend egy alrend (Diplostomata) 3 öregcsaládjával:
      - Brachylaimoidea
      - Diplostomoidea
      - Schistosomatoidea

- -     - Szájszuronyos cerkáriájú mételyek (Plagiorchiida) rendje 16 alrenddel és hat egyéb, alrendbe nem sorolt taxonnal (itt nem részletezzük).

További négy nem:
1. cerkária (Cercaria)
2. Monostoma
3. Musalia
4. Muttua

rendbe sorolatlan
2. Csáklyásférgek osztálya (Monogenea) két öregrenddel: 
- - Egyszerű tapadószervűek öregrendje (Monopisthocotylea) (alosztály) öt renddel:
    - Capsalidea rend,
    - Dactylogyridea rend,
    - Gyrodactylidea rend,
    -  Monocotylidea rend,
    - Montchadskyellidea rend;

- - Összetett tapadószervűek (Polyopisthocotylea) öregrendje négy renddel:
    - Chimaericolidea rend,
    - Diclybothriidea rend
    - Mazocraeidea rend,
    - Polystomatidea rend;

3. Galandférgek osztálya (Cestoda) két öregrenddel (alosztállyal):
- - Tagolatlan galandférgek főrendje (Cestodaria) két renddel:
    - Amphilinidea rend,
    - Gyrocotylidea rend;

- - Tagolt galandférgek főrendje (Eucestoda) 17 renddel:

- -     - Gyűrűsbelű galandférgek (Bothriocephalidea)
    - Szegfűféreg-alakúak rendje (Caryophyllidea)
    - Cathetocephalidea
    - Szívókás galandféregalakúak rendje (Cyclophyllidea)
    - Széles galandféregalakúak rendje (Diphyllobothriidea)
    - Haplobothriidea
    - Lecanicephalidea
    - Litobothriidea
    - Nippotaeniidea
    - Onchoproteocephalidea rend.
    - Phyllobothriidea
    - Rhinebothriidea
    - Spathebothriidea
    - Tetrabothriidea
    - Tetraphyllidea
    - Trypanorhyncha

és három, rendbe sorolatlan nemmel:
1. Guptaia
2. Maccallumiella
3. Mastacembellophyllaeus